# 帝国磁器工場
帝国磁器工場（ていこくじきこうじょう、ロシア語: Императорский фарфоровый завод、英語: Imperial Porcelain Factory）はソビエト連邦時代にはロモノソフ磁器工場と呼ばれたロシアを代表する磁器工場で、サンクトペテルブルクにある。 

## 概要

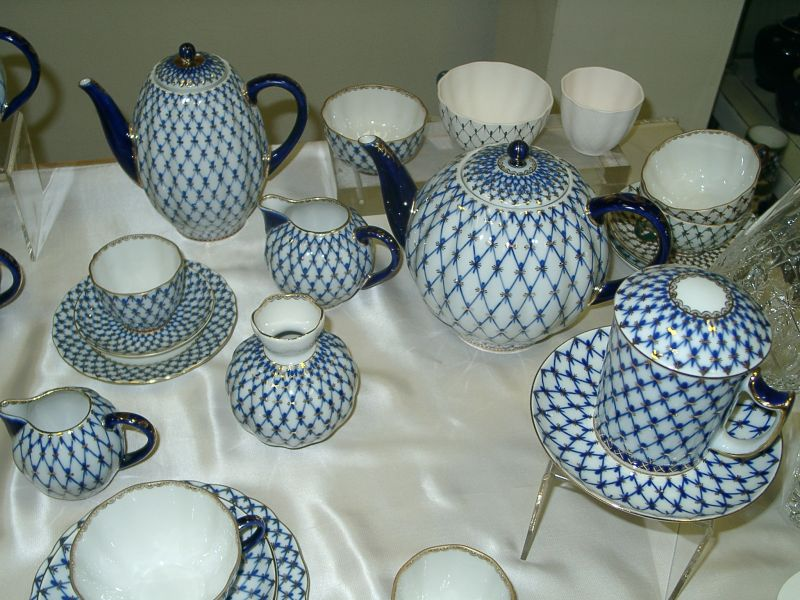
コバルト・ネット磁器

磁器工場がエリザヴェータ女帝の命で、1744年当時ロシアの首都だったサンクトペテルブルクの郊外に作られて、主にロマノフ家のために制作した。これに先立った1718年、ピョートル大帝はヨーロッパ外遊の折、ドレスデンでマイセン工場を見学しており、フライブルクの製鉄関係で働いていたでドミートリー・ヴィノグラードフ（ Dmitry Ivanovich Vinogradov）によって創立された。彼の磁器はロシアの材料を使いながらもマイセンに似ていたが、姿形は中国の陶磁器に似せたといわれている。
18世紀後半、エカチェリーナ女帝の時期に、この磁器工場は最盛期を迎え、1765年には「帝国磁器工場」と呼ばれるようになった。
19世紀になって、ベルリン王立磁器製陶所やセーヴル焼き工場からも技術者が招かれ、またリモージュ焼きのカオリナイトも使われている。
20世紀に入り、ソビエト連邦時代には、ロシア科学アカデミーに属していた時代があり、科学者の大先輩であるロモノソフにちなんで、「レニングラード・ロモノソフ磁器工場」と改名されている。
この磁器工場の専売になる「コバルト・ネット磁器」は第二次世界大戦後に作られたもので、ドイツ軍により900日近く攻囲されたレニングラード市民が窓を目張りして耐えた経験から着想されたもので、帝政時代からあるデザインではない。 
2014年、この磁器工場は帝政時代の名称「帝国磁器工場」
座標: 北緯59度52分49秒 東経30度26分30秒 / 北緯59.88028度 東経30.44167度
に戻った。工場に併設して「帝国磁器工場博物館」がある。 

## 参照項目
- マイセン焼き
- セーヴル焼き
- ウェッジウッド